# لوتز إيجندورف
لوتز إيجندورف (1956- 1983)هو لاعب كرة قدم ألماني محترف، لعب في مركز خط الوسط.

## مسيرته في ألمانيا الشرقية
وُلد في مدينة براندنبورغ في ألمانيا الشرقية. حيث بدأ مشواره الكروي في عام 1964 مع نادي BSG موتور سود براندنبورغ، ثم التحق في عام 1970 بمدرسة الرياضة الخاصة للأطفال والشباب فيرنر سييلنبيندر في برلين، وفي نفس العام انضم إلى أكاديمية الشباب في نادي BFC دينامو. بفضل موهبته الكبيرة، حصل على فرصة اللعب مع الفريق الأول في نادي BFC دينامو عام 1974. شارك في 100 مباراة بالدوري الألماني الشرقي الممتاز.

### مسيرته الدولية
انضم إلى منتخب ألمانيا الشرقية لأول مرة في أغسطس 1978 خلال مباراة ضد بلغاريا، حيث سجل هدفين في المباراة التي انتهت بالتعادل 2-2. لعب في مجموع ست مباريات دولية وسجل خلالها ثلاثة أهداف. وكانت آخر مباراة له مع المنتخب في فبراير 1979 ضد العراق في مباراة ودية.

## انشقاقه إلى الغرب
في 20 مارس عام 1979، سافر فريق BFC دينامو إلى ألمانيا الغربية لخوض مباراة ودية ضد 1. FC كايزرسلاوترن. بعد المباراة، قام الفريق بزيارة إلى مدينة غيسن خلال عودتهم إلى برلين الشرقية. أثناء الزيارة، تمكن من الهروب من الفريق. قفز إلى سيارة أجرة دون أن يحمل نقودًا وهرب عائدًا إلى كايزرسلاوترن، حيث توجه مباشرة إلى مكاتب نادي 1. FC كايزرسلاوترن. بذلك، كان قد انشق إلى الغرب، آملاً في اللعب مع الفريق. لكن بسبب انشقاقه، تم منعه من اللعب لمدة عام من قبل الاتحاد الأوروبي لكرة القدم (يويفا)، وقضى هذه الفترة كمدرب للشباب في النادي. لم يكن هذا الانشقاق الأول من نوعه في ألمانيا الشرقية، لكنه كان واحدًا من أكثر الانشقاقات إحراجًا. كان نادي BFC دينامو تحت إشراف جهاز المخابرات الشرقية، وكان يحظى باهتمام خاص من رئيس الجهاز إريك ميليكه. بعد هروبه، وجه انتقادات علنية للنظام في ألمانيا الشرقية من خلال وسائل الإعلام الغربية. وظلّت زوجته غابرييلي في برلين مع ابنتهما، حيث وُضعت تحت مراقبة الشرطة بشكل مستمر.

## الوفاة في ظروف غامضة
في عام 1983، انتقل إيجندورف من كايزرسلاوترن للانضمام إلى آينتراخت براونشفايغ، بينما كان تحت مراقبة جهاز المخابرات الشرقية الستازي الذي كان يستخدم عددًا من الألمان الغربيين كعملاء. في 5 مارس من نفس العام، تعرض لإصابة بالغة في حادث سير مشبوه حيث اصطدم بسيارته بشجرة. ويُقال إن شاحنة كبيرة أضاءت أضواءها الرئيسية بشكل مفاجئ عندما كان يقترب من منعطف، مما أثر على رؤيته. توفي في المستشفى بعد يومين من الحادث. أظهرت الفحوصات وجود مستوى عالٍ من الكحول في دمه، رغم شهادة الأشخاص الذين التقى بهم في تلك الليلة، والذين أشاروا إلى أنه شرب كمية قليلة فقط من البيرة. قررت الشرطة أن الحادث كان عرضيًا، ودفن دون إجراء تشريح للجثة. بدأ مشجعو نادي BFC دينامو ناديًا للمشجعين باسم إيجندورف. وفي أبريل 1983، رفعوا لافتة تكريمية تحمل النص "قدم حديدية، نأسف لك!" (بالألمانية: Eisenfuß, wir trauern um dich!) خلال مباراة في ملعب فريدريش-لودفيغ-يان. وقد اعتبرت السلطات هذا الحدث مصدر قلق خاص. وعينت الستازي مجموعة من ضابطين كاملين من إدارة المنطقة لمراقبة مشجعي BFC دينامو خلال موسم 1982-1983. ومنذ ذلك الحين، كانت مجموعة من مشجعي النادي تحت مراقبة وتوثيق الستازي.

### التحقيق في جريمة قتل محتملة
بعد إعادة توحيد ألمانيا وفتح ملفات جهاز الأمن السابق في ألمانيا الشرقية، بدأ مكتب الادعاء في برلين تحقيقًا حول إمكانية أن تكون وفاة إيجندورف عملية قتل أمرت بها الستازي، ولكن تم إغلاق القضية في عام 2004. وفي عام 2011، رغم الضغط العام، لم يرَ مكتب الادعاء أي دليل موضوعي على تورط طرف ثالث، ولم يمكن التحقق من فرضية القتل المدبر، لذا لم يتم إعادة فتح القضية وظلت الشكوك قائمة. قام المخرج هيربرت شوان بالتحقيق في أحداث وفاة إيجندورف وقدم نتائجه في الوثائقي Tod dem Verräter (الموت للخائن) الذي عرض على التلفزيون الألماني في 22 مارس 2000. في عام 2010، ادعى عميل سابق في جهاز المخابرات الشرقية أن الستازي أمرته بقتل إيجندورف، ولكنه نفى تنفيذه شخصيًا لهذه المهمة. رغم ذلك، تبقى الفرضية القائلة بأن إريك ميليكه، رئيس الستازي، كان وراء قتل إيجندورف مجرد تكهنات، ولا تدعمها الأدلة الواقعية.